# 岐阜県立飛騨特別支援学校
岐阜県立飛騨特別支援学校（ぎふけんりつひだとくべつしえんがっこう）は、岐阜県高山市にある知的障害者のための特別支援学校。病弱児のための岐阜県立飛騨特別支援学校高山日赤分校をもつ。

## 学校概要
創立
1979年（昭和54年）
学部
- 本校
  - 小学部
  - 中学部
  - 高等部

所在地
岐阜県高山市山田町831-44
校訓
あかるく なかよく たくましく
教育目的
「ひとりだちのできる子」の育成を目指します。私たちが考えている「ひとりだちできる子」とは、「まわりから援助を受けながらも主体的に生活できる子」や「自分でできることは自分の生活に取り入れていける子」です。

## 沿革
- 1979年（昭和54年）4月1日
  - 岐阜県立飛騨養護学校として開校。小学部・中学部を置く。
  - 高山赤十字病院内の山王小学校養護学級、日枝中学校養護学級が岐阜県に移管され、岐阜県立飛騨養護学校高山赤十字分校となる。
- 1990年（平成2年）4月1日 - 高等部を設置する。
- 2007年（平成19年）4月1日 - 岐阜県立飛騨特別支援学校に改称する。
- 2009年（平成21年）4月1日 - 下呂分校を設立し、高等部を設置。
- 2013年（平成25年）4月1日 - 下呂分校に小学部・中学部を設置し、岐阜県立下呂特別支援学校として分離、開校。

## アクセス
- JR高山本線「高山駅」よりタクシーで約10分。
- 福祉バス（西線A・西線B）山ゆり学園（西線A）下車・山ゆり学園口（西線B）下車、徒歩で約2分。